# 大眼赤刀魚
大眼赤刀魚（學名：Cepola macrophthalma）是一種赤刀魚屬。牠們分佈在由塞內加爾北至挪威的東大西洋及地中海。

## 分佈
大眼赤刀魚分佈在由塞內加爾北部至挪威東大西洋，與及愛琴海及尼羅河三角洲以西地中海的海岸及大陸棚。牠們棲息在沙質及泥質海床，深度介乎10-400米的水域。

## 特徵
大眼赤刀魚的身體很幼，尤如絲帶一般，尾巴部份逐漸收窄。牠們呈紅色，底部呈橙色或黃色。牠們的眼睛很大，呈銀色。背鰭及臀鰭一直沿身體延至尾巴，與尾鰭連合。牠們有很大的口，可以張開至銳角的角度；牙齒很幼，排列得很疏。
大眼赤刀魚的長度可以很不同，平均也有40厘米。最長的紀錄為80厘米。牠們的背鰭有67-70條軟鰭條，臀鰭有60條。背部鰭條沒有分隔，尾鰭的中央鰭條很長。

## 生態及行為
在發現大眼赤刀魚群落前，對其所知甚少。自從在英國德文郡對出的蘭迪島發現牠們的群落後，就進行多個研究，並且也有進行飼養。蘭迪島群落的數量曾經達14000條，但卻嚴重下降，現已有措施禁止漁獵。
大眼赤刀魚是會挖穴的，主要吃多椎異康吉鰻，並會留在洞穴捕食浮游動物。牠們不會像多椎異康吉鰻般固定在洞穴，而是可以自由來往洞穴。大眼赤刀魚的洞穴入口呈漏斗形，洞深達1米，平均深49厘米。牠們會在黎明或黃昏時份挖穴，以其口挖開泥土，再用身體推開。牠們挖穴時會造成約3升的泥濘及沙土，挖穴時間約要6小時。牠們的洞穴很多會與其他挖穴的魚類及甲殼類的洞穴相連，而且都是故意的。
大眼赤刀魚是其他海洋掠食者的主要獵物，如海魴、海豚屬及八爪魚。大眼赤刀魚挖洞及吃浮游動物的生態位可能是因被掠食的壓力所造成的。

## 食用
傳統上，大眼赤刀魚都是重要的食物。早於前5世紀希臘的麦瑟库斯（Mithaecus）就已經會煮食大眼赤刀魚。他紀錄處理大眼赤刀魚的方法：取出內臟，棄掉頭部，沖洗及切片；加入芝士及橄欖油。現今牠們已不再如以往般重要。在一些國家，如義大利及西班牙仍會食用大眼赤刀魚，而其他的國家的漁民則很多時會將之放回海上。